# Cothornobata aczeli
Cothornobata aczeli är en tvåvingeart som beskrevs av Mcalpine 1998. Cothornobata aczeli ingår i släktet Cothornobata och familjen skridflugor. Inga underarter finns listade i Catalogue of Life.